# Meioneta regina
Meioneta regina är en spindelart som beskrevs av Chamberlin och Ivie 1944. Meioneta regina ingår i släktet Meioneta och familjen täckvävarspindlar. Inga underarter finns listade i Catalogue of Life.